# لورا لونش
لورا لونش (بالإنجليزية: Laura Lynch)‏ هي فنانة شارع أمريكية، ولدت في 18 نوفمبر 1956 في إل باسو في الولايات المتحدة.
1. ↑   https://orf.at/stories/3343837/. {{استشهاد ويب}}: |url= بحاجة لعنوان (مساعدة) والوسيط |title= غير موجود أو فارغ (من ويكي بيانات) (مساعدة)
2. ↑   https://abc7.com/laura-lynch-founding-member-of-dixie-chicks-texas-head-on-crash-celebrity-deaths-2023/14219199/. {{استشهاد ويب}}: |url= بحاجة لعنوان (مساعدة) والوسيط |title= غير موجود أو فارغ (من ويكي بيانات) (مساعدة)